# 레비우스 우즈
레비우스 우즈(영어: Lebbeus Woods, 1940년 5월 31일~2012년 10월 30일)는 미국의 건축가이자 예술가이다. 독창적이고 실험적인 건축 작업으로 유명하다. 생전에 많은 양의 작품을 남겼지만 상당수가 지어지지 않아 페이퍼 아키텍트(Paper architect)의 대명사로 통한다. 그럼에도 불구하고 건축계에 많은 영향을 끼친 그의 작품은 혼종적이면서도 근본적으로 실험적인 세계를 묘사하며 건축, 철학, 수학 등 수많은 분야를 잇는 다리 역할을 했다.
자연적, 사회적, 정치적, 혹은 경제적 재난 상황의 건축 공간을 재구성하는 것과 관련해 우즈는 다음과 같이 말했다. “나는 환상의 세계에 사는 데 관심이 없다. 내 모든 작업은 여전히 실재하는 건축 공간을 위한 것이다. 하지만 나의 관심은 우리가 기존의 인습적 한계에서 자유로울때 세상이 보여줄 수 있는 모습이다. 어쩌면 나는 우리가 다른 규칙을 따르면서 살면 어떤 일이 일어날 수 있는지 보여줄 수 있을 것이다.”

## 활동
레비우스 우즈는 일리노이 대학교에서 건축학을, 퍼듀 대학교에서 공학을 전공했다. 우즈는 본인을 건축가로 간주했지만 단 한번도 공인된 건축학 학위를 받은 적이 없으며 건축 실무 면허도 받지 않았다. 우즈가 처음 일한 곳은 에로 사리넨 사무실이었다. 실무 기간 동안 그는 뉴욕에 위치한 포드 파운데이션 건물의 현장 대표로 일했다. 사리넨의 사무실을 떠난 뒤에는 일리노이의 한 건축회사에서 짧은 기간 근무하면서 인디애나폴리스 미술관을 위한 그림을 그렸다. 1976년부터 우즈는 이론과 실험 프로젝트에 전념하게 된다.
이후 크리스토퍼 쿰푸쉬와 함께 라이트 파빌리온을 설계했다. 이는 중국 청두에 위치한 스티븐 홀의 절단된 다공성 블록(Sliced Porosity Block) 건물의 일부로써 지어졌다. 1988년 우즈는 건축의 본질을 탐구하며 실험적 건축과 실무의 발전을 도모하는 비영리 연구단체를 공동 설립했다.

## 저서
- Slow Manifesto: Lebbeus Woods Blog by Clare Jacobson (2015), Princeton Architectural Press, ISBN 978-1616893347
- OneFiveFour (2011), Princeton Architectural Press, ISBN 978-0-910-41380-0
- The Storm and the Fall (2004), Princeton Architectural Press, ISBN 978-1-568-98421-6
- Radical Reconstruction (2001), Princeton Architectural Press, ISBN 978-1-568-98286-1
- Pamphlet Architecture 15: War and Architecture(1993), Princeton Architectural Press, ISBN 978-1-568-98011-9
- The New City (1992), Touchstone Books, ISBN 978-0-671-78117-0 (양장), ISBN 978-0-671-76812-6 (페이퍼백)